# Hatschekia caudata
Hatschekia caudata is een eenoogkreeftjessoort uit de familie van de Hatschekiidae. De wetenschappelijke naam van de soort is voor het eerst geldig gepubliceerd in 1985 door Pillai.